# Robert Hennet
Robert Joseph Charles Hennet (22 de gener de 1886 – 1930) va ser un tirador belga que va competir a començaments del segle xx.
El 1912 va prendre part en els Jocs Olímpics d'Estocolm, on disputà tres proves del programa d'esgrima. Guanyà la medalla d'or en la prova d'espasa per equips. En la prova de floret quedà eliminat en sèries, mentre en sabre per equips acabà cinquè.
Vuit anys més tard, després de l'obligat parèntesi per culpa de la Primera Guerra Mundial, va prendre part en els Jocs d'Anvers, on disputà tres proves del programa d'esgrima. Fou quart en sabre per equips, sisè en floret per equips i setè en sabre individual.